# Stipa ichu
Jarava ichu là một loài thực vật có hoa trong họ Hòa thảo. Loài này được (Ruiz & Pav) Kunth miêu tả khoa học đầu tiên năm 1829.